# تشاه مهندس (مهر أباد)
تشاه مهندس (بالإنجليزية: Chah-e Amiq Mohandas Quami)‏ هي منطقة سكنية تقع في إيران في يزد.